# Diocesi di Cerveteri

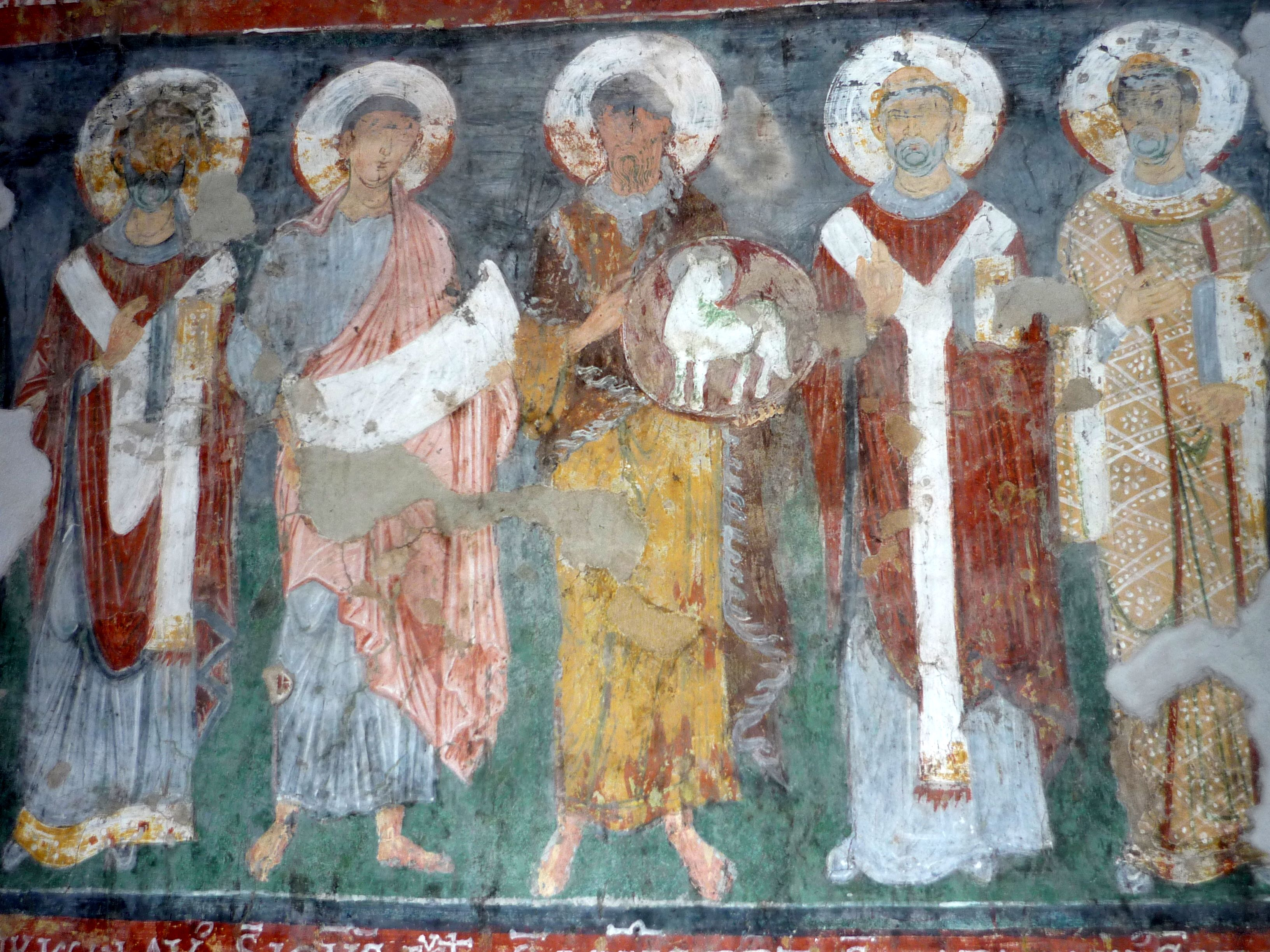
Affreschi di Scuola romana del XII secolo nella Chiesa della Madonna di Ceri.

La diocesi di Cerveteri (in latino Dioecesis Caeretana) è una sede soppressa e sede titolare della Chiesa cattolica.

## Storia
Restano sconosciute le origini della diocesi di Cerveteri, l'antica città di Caere. La prima menzione di un vescovo di Caere è della fine del V secolo, ma a causa della frammentarietà delle notizie, resta impossibile redigere una cronotassi episcopale completa. Inoltre la sede vescovile fu quasi subito spostata da Caere Vetus, l'odierna Cerveteri, al nuovo borgo di Caere Novum, l'odierna Ceri.
Secondo la tradizione, l'antipapa Felice II (IV secolo) avrebbe subito il martirio nei pressi di Caere e a lui viene attribuita la fondazione della diocesi. Ancora oggi una chiesa dedicata a San Felice sorge nel territorio di Ceri, sul luogo del suo presunto martirio.
Il 1º marzo 499 papa Simmaco indisse un concilio a Roma nella basilica vaticana per regolamentare le elezioni pontificie dopo lo scisma del 498 che aveva portato alla duplice elezione di Simmaco e di Lorenzo. Gli atti conciliari riportano due liste dei partecipanti: nella lista delle presenze conciliari è annotato Adeodato episcopus Lorensis, ossia "vescovo di Lorium"; nella lista delle sottoscrizioni degli atti sinodali, Adeodato è invece indicato come episcopus ecclesiae Cerrensis, vescovo di Ceri. Lanzoni ipotizza che durante l'episcopato di Adeodato, la Chiesa di Ceri fu per un certo periodo unita a quella di Lorium, e nel concilio del 499 Adeodato si firma ora come vescovo di Lorium ora come vescovo di Ceri. Anche Pietri spiega questa duplice titolatura o con un errore dei manoscritti o con il fatto che Adeodato all'epoca era incaricato delle due sedi episcopali di Caere e di Lorium.
L'unione delle due sedi dovette durare a lungo, perché non sono noti altri vescovi di Caere fino all'VIII secolo, nessun vescovo prese parte ai numerosi concili romani dei secoli precedenti e soprattutto la Chiesa di Ceri non è mai documentata nell'epistolario dei pontefici del VI secolo, tra cui quello di Gregorio Magno. La cronotassi episcopale di Caere riprende con il vescovo Pietro, che nel 761 partecipò ad un concilio romano indetto da papa Paolo I; anche i tre successivi vescovi, Romano, Adriano e Crescenzio, sono noti solo per la loro partecipazione ai concili indetti dai papi nell'826, nell'853 e nell'869.
Crescenzio, che aveva preso parte al concilio romano dell'869 in cui era stato condannato l'operato di Fozio di Costantinopoli, dovette morire poco dopo. Infatti, di ritorno da Costantinopoli, dove era stato inviato come delegato pontificio al concilio ecumenico dell'869-870, Marino fu promosso da papa Adriano II vescovo di Caere; in qualità di vescovo e di "arcarius", ossia tesoriere della Santa Sede, Marino fu inviato a Napoli nell'882 a capo di una delegazione romana che aveva lo scopo di far desistere, pena la scomunica, il vescovo napoletano Atanasio dalla sua alleanza con i Saraceni. Ritornato a Roma, alla fine dell'anno Marino fu eletto papa con il nome di Marino I; «era la prima volta che un vescovo passava dalla propria diocesi alla Sede apostolica».
Deve passare un secolo, per conoscere i nomi di altri vescovi di Caere. Il vescovo Stefano I prese parte al concilio romano tra novembre e dicembre 963, durante il quale, alla presenza dell'imperatore Ottone I, fu deposto Giovanni XII ed eletto papa Leone VIII. Nel 993 il vescovo Anniso (o Amizo) prese parte a Roma alla solenne canonizzazione di Ulrico di Augusta, la prima formale canonizzazione da parte della Santa Sede; cinque anni dopo, tra la fine del 998 e i primi mesi del 999, il suo successore Stefano II partecipò ad un concilio indetto a Roma da papa Gregorio V, alla presenza dell'imperatore Ottone III, dove furono prese decisioni che riguardavano essenzialmente la Francia e le regioni tedesche dell'Impero.
Nella prima metà dell'XI secolo è noto Benedetto, l'unico vescovo di cui si hanno numerose testimonianze documentarie. Appare per la prima volta tra i sottoscrittori di una lettera sinodale di papa Benedetto VIII del 3 gennaio 1015 a favore dell'abbazia di Fruttuaria. Il suo nome si trova ancora in due documenti pontifici del 26 gennaio 1017 e negli atti del sinodo lateranense del 14 dicembre 1026. Nel dicembre 1024, il vescovo Benedetto prese parte al concilio che reintegrò nella sua sede Orso, patriarca di Grado, dopo che ne era stato privato da Poppone di Aquileia; Ughelli data questo concilio al 1029. Secondo Paola Supino, autrice della voce su Benedetto nel Dizionario biografico degli italiani, «sembra che Benedetto sia stato l'ultimo vescovo di Cerveteri: infatti non si registra memoria di suoi successori e si fa cadere intorno al 1029 la fusione della diocesi di Cerveteri con quella suburbicaria di Porto».
In realtà altri autori aggiungono un ulteriore vescovo, Crescenzo, che nel 1050 partecipò al concilio romano durante il quale fu solennemente canonizzato san Gerardo di Toul.
Dal 1968 Caere è annoverata fra le sedi vescovili titolari della Chiesa cattolica con il nome di Cerveteri; dal 26 gennaio 2022 il vescovo titolare è Andrea Ripa, segretario del Supremo tribunale della Segnatura apostolica. Il 4 luglio del 2022 il vescovo Ripa ha effettuato la presa di possesso del titolo nella Chiesa di Santa Maria Maggiore a Cerveteri, concelebrando con il vescovo di Porto-Santa Rufina Gianrico Ruzza e con il vescovo emerito Gino Reali.

## Cronotassi

### Vescovi residenziali
- Adeodato † (menzionato nel 499)
- Pietro † (prima del 761 - dopo il 769)[16]
- Romano † (menzionato nell'826)
- Adriano † (menzionato nell'853)
- Crescenzio † (menzionato nell'869)
- Marino † (dopo l'869 - 16 dicembre 882 eletto papa)[6][17]
- Stefano I † (menzionato nel 963)
- Anniso (o Amizo) † (menzionato nel 993)
- Stefano II † (menzionato nel 998/999)
- Benedetto † (prima del 1015 - dopo il 1026 o 1029)
- Crescenzo † (menzionato nel 1050)

### Vescovi titolari
- Adhemar Esquivel Kohenque † (11 novembre 1968 - 10 novembre 1992 nominato vescovo coadiutore di Tarija)
- Norbert Klemens Strotmann Hoppe, M.S.C. (19 dicembre 1992 - 11 gennaio 1997 nominato vescovo di Chosica)
- Francesco Saverio Salerno † (20 dicembre 1997 - 21 gennaio 2017 deceduto)
- Giacomo Morandi (18 luglio 2017 - 10 gennaio 2022 nominato arcivescovo, titolo personale, di Reggio Emilia-Guastalla)
- Andrea Ripa, dal 26 gennaio 2022